# Towarzystwo Słowaków w Polsce

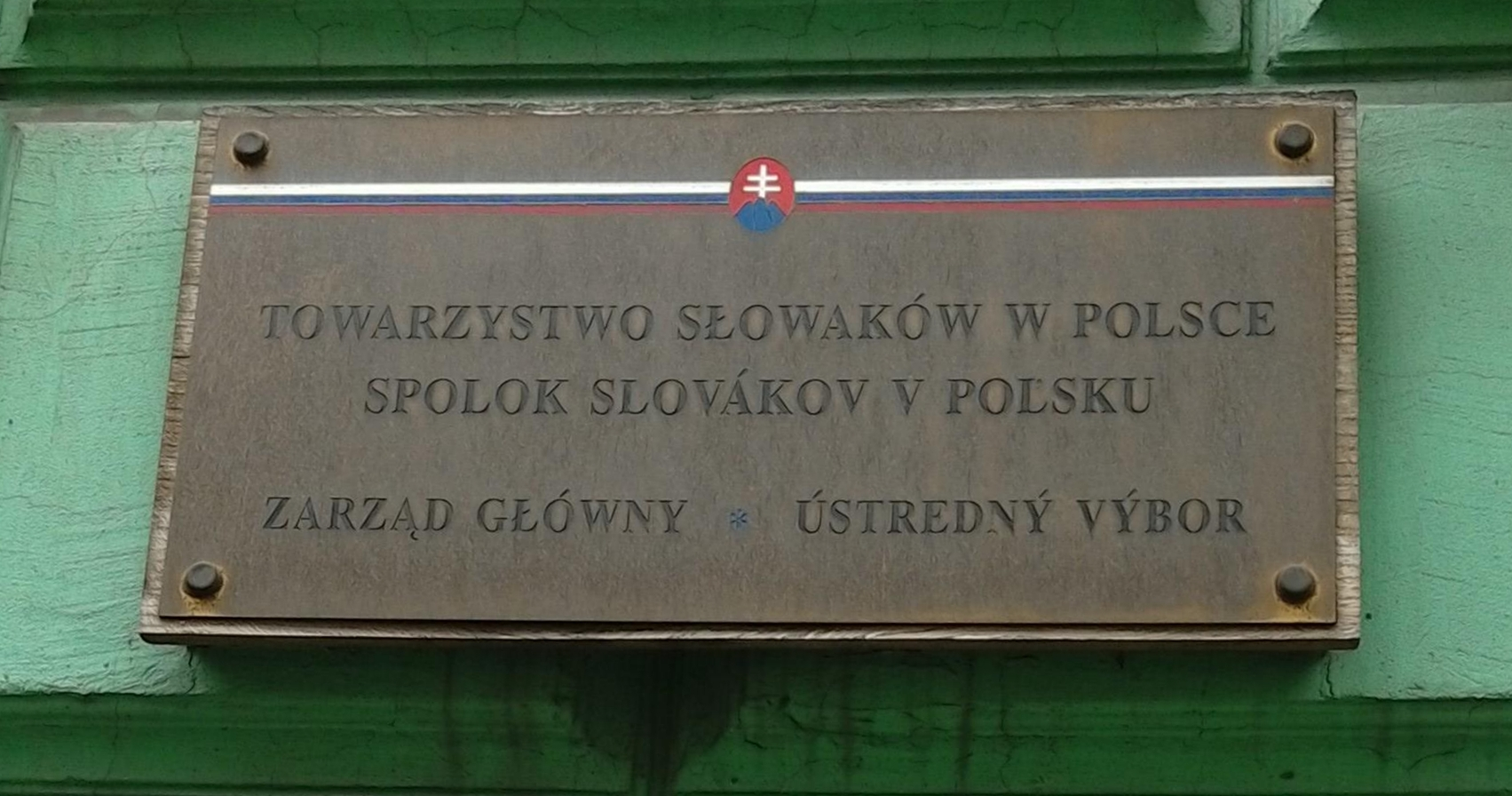
Towarzystwo Słowaków w Polsce (Kraków)

Towarzystwo Słowaków w Polsce (słow. Spolok Slovákov v Poľsku) – organizacja społeczna reprezentująca interesy mniejszości słowackiej i czeskiej (obecnie skupionej w tzw. Klubie Czeskim, będącym członkiem zbiorowym Towarzystwa) w Polsce.   
Siedzibą zarządu głównego jest Kraków, gdzie TS urzęduje przy ul. św. Filipa 7. Tam też mieści się redakcja miesięcznika „Život” (wydawany od 1958 roku; nakład ok. 2 tys. egzemplarzy) oraz słowacka drukarnia. Towarzystwo prowadzi pracę w terenie, utrzymuje sieć świetlic, organizuje różne imprezy kulturalne. W Towarzystwie zrzeszonych jest ponad 4 tys. członków. Przewodniczącym Towarzystwa jest Józef Ciągwa (słow. Jozef Čongva).

## Nazwy
- 1957–1960 – Towarzystwo Społeczno-Kulturalne Czechów i Słowaków w Polsce (słow. Sociálno-kultúrna spoločnosť Čechov a Slovákov v Poľsku)
- 1961–1967 – Czechosłowackie Stowarzyszenie Kulturalne w Polsce (słow. Československá kultúrna spoločnosť v Poľsku)
- 1967–1985 – Towarzystwo Kulturalne Czechów i Słowaków w Polsce (słow. Kultúrna spoločnosť Čechov a Slovákov v Poľsku)
- 1985–1996 – Towarzystwo Społeczno-Kulturalne Czechów i Słowaków w Polsce (słow. Kultúrno-sociálna spoločnosť Čechov a Slovákov v Poľsku)
- 1996 – Towarzystwo Słowaków w Polsce (słow. Spolok Slovákov v Poľsku)